# Frouville
Frouville è un comune francese di 385 abitanti situato nel dipartimento della Val-d'Oise nella regione dell'Île-de-France.

## Società

### Evoluzione demografica
Abitanti censiti